# المتحف الميداني للتاريخ الطبيعي

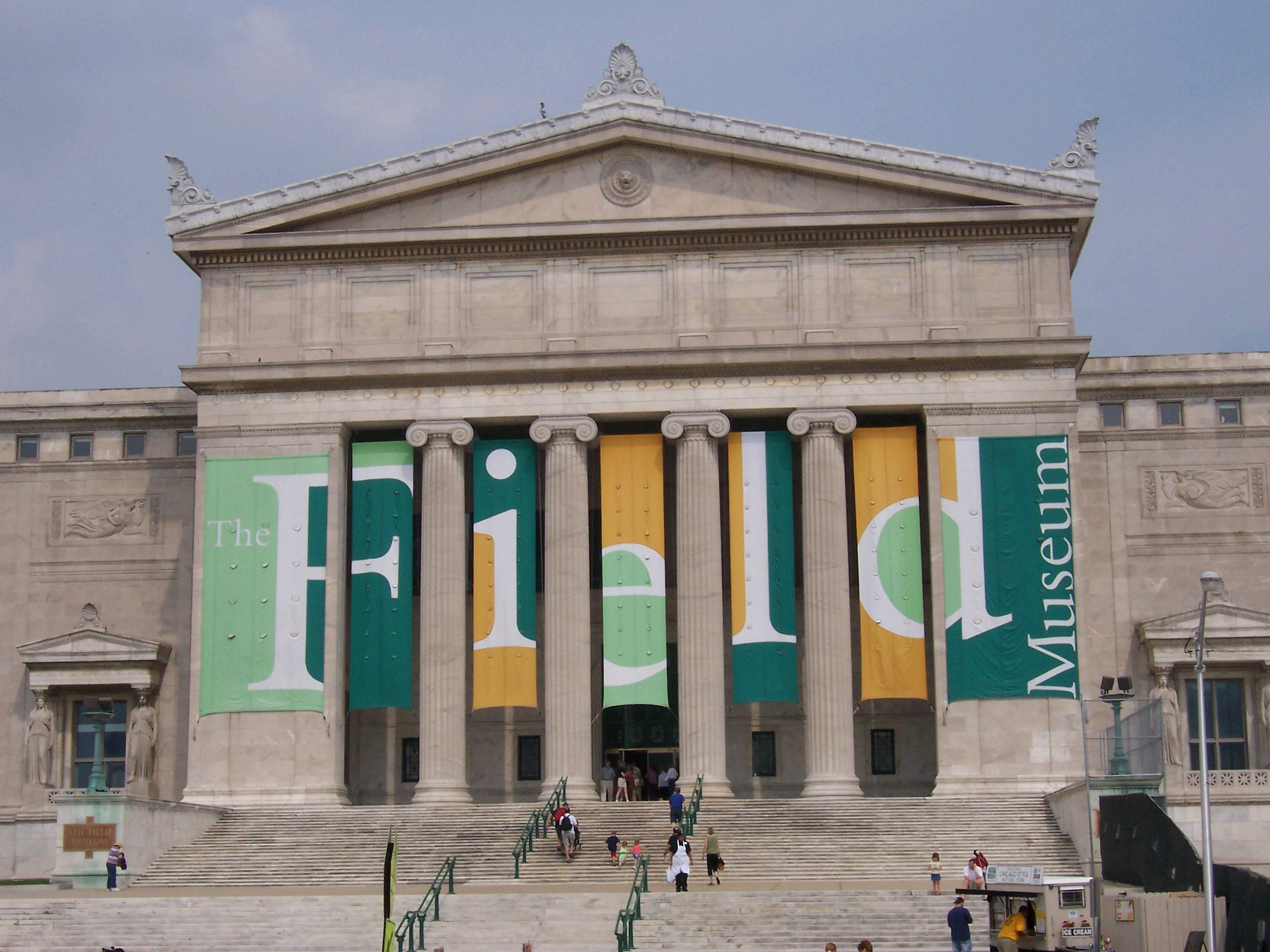
واجهة المتحف ذو البناء الكلاسيكي.

المتحف الميداني للتاريخ الطبيعي (بالإنجليزية: Field Museum of Natural History)‏ الموجود في شيكاغو، إلينوي بالولايات المتحدة الأمريكية. المتحف تأسس في 16 سبتمبر 1893 تحت اسم «متحف كولمبيان شيكاغو» Columbian Museum of Chicago. وهو مسجل في اللائحة الوطنية الأمريكية للمواقع التاريخية "NRHP" منذ 5 سبتمبر 1975. يقع على بحيرة شارك درايف بجوار بحيرة ميشيغان، وهي جزء من المجمع الذي يحتوي على المناظر الطبيعية الذي يعرف باسم متحف الحرم الجامعي في شيكاغو.

## المحتويات
- الديناصور سو والذي يوصف بأنه أكثر تيرانوصور ركس تم العثور عليه مكتملا حتى اليوم.
- مجموعة متكاملة من معروضات أنتروبولوجيا الثقافة الإنسانية تتضمن تحف من مصر القديمة، شمال غرب الباسيفيكي والتبت.
- مجموعة كبيرة ومتنوعة من المحنطات تتضمن عدة حيوانات كبيرة بما فيها فيلان أفريقيان وكذلك أسود تسافو "Tsavo maneaters" والتي كانت مسؤولة عن مهاجمة والتهام عدد من العمال الكينيين في خط سكة حديد كينيا أوغندا خلال عام 1898 وتم تجسيدها في فيلم من إنتاج العام 1996 بعنوان الشبح والظلام
- مجموعة كبيرة من الديناصورات في معرض الكوكب المتطور (سابقا معرض الحياة عبر الزمن).
- مجموعة كبيرة من تحف ومقتنيات السكان الأمريكيين الأصليين. المعرض الرئيسي لهذه المتحف تم إعادة افتتاحه في مارس 2007 تحت اسم "Ancient Americas".
- يضم أيضاً مجموعة كبيرة من لوحات أشهر الرسامين الإمريكين.وهو المعرض الرئيسي للمتحف

كما اعيد اظهار اللوحات القديمة في مارس 2007.
- مجموعة شاملة من معارض حقوق الإنثربولوجيا الثقافية، بما فيها من التحف المصرية القديمة

## معرض الصور

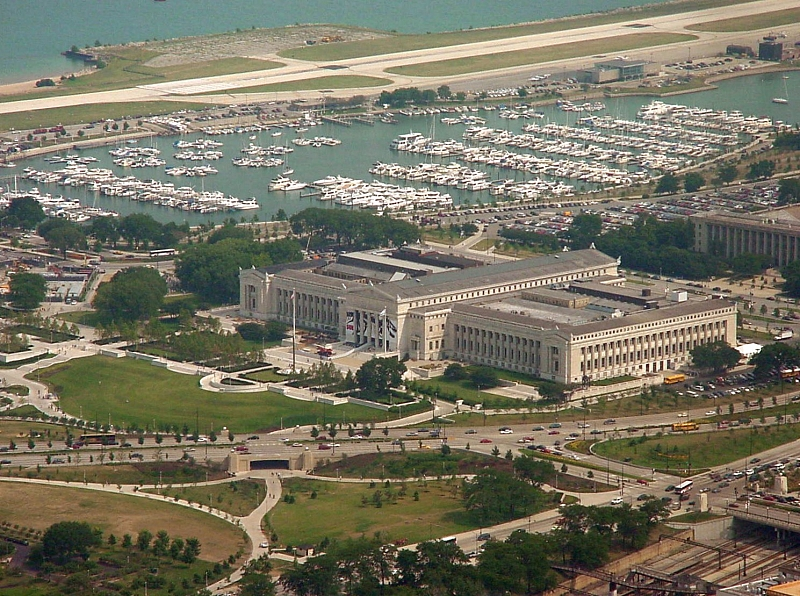
صورة جوية للمتحف.
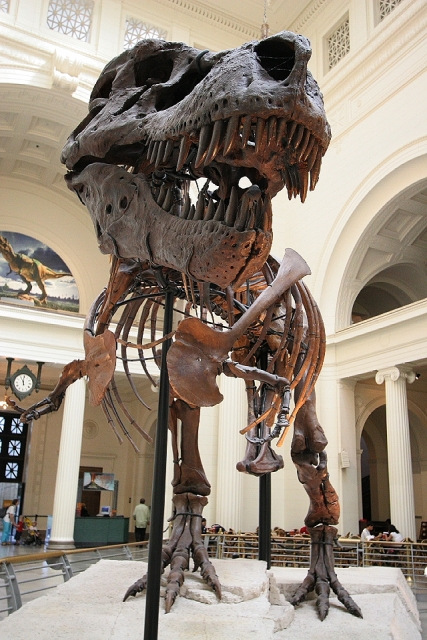
تيرانوصور ركس "سو".
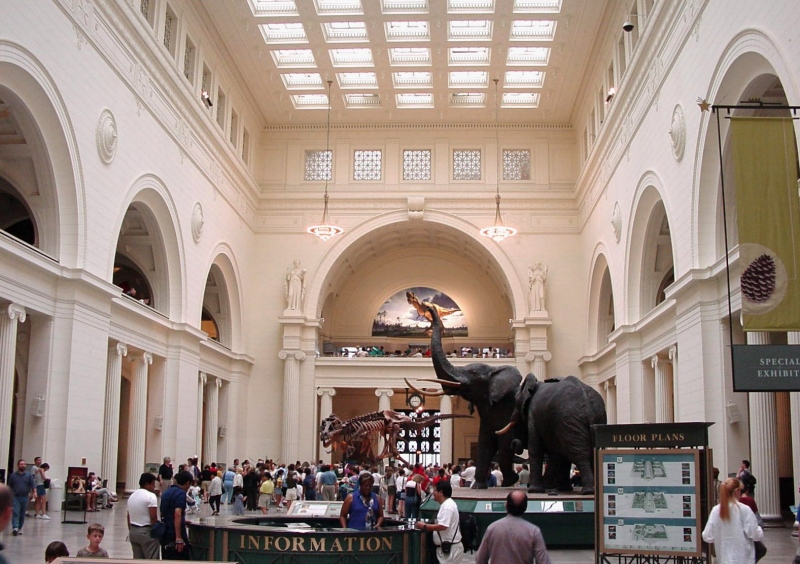
قاعة ستانلي فيلد.

## وصلات خارجية
- الموقع الرسمي